# John Prendergast Vereker
Hon. John Prendergast Vereker (* 1822; † Dezember 1891) war ein britisch-irischer Anwalt und Politiker. Er war im Jahr 1863 der Lord Mayor von Dublin.
John Prendergast Vereker war der zweitälteste Sohn des irischen Adligen und Politikers John Prendergast Vereker, 3. Viscount Gort (1790–1865), aus dessen erster Ehe mit Hon. Maria O’Grady (1791–1854), Tochter des 1. Viscount Guillamore. Er schloss ein Studium am Trinity College in Dublin als Master of Arts ab. Danach praktizierte Vereker ab 1847 als Barrister. Im Jahr 1863 bekleidete er das Amt des Lord Mayor von Dublin. Damit war Vereker der erste praktizierende Barrister in diesem Amt seit Daniel O’Connell, 1841.
Am 21. Dezember 1858 heiratete er Louisa Medlicott († 1906). Aus der Ehe gingen vier Kinder, zwei Töchter und zwei Söhne, hervor.